# متیو مورو
متیو مورو (انگلیسی: Mathieu Moreau؛ زادهٔ ۲۲ فوریهٔ ۱۹۸۳) بازیکن فوتبال اهل فرانسه است.
از باشگاه‌هایی که در آن بازی کرده است می‌توان به باشگاه فوتبال وارزه، باشگاه فوتبال اینتر میلان، باشگاه فوتبال ترنانا، باشگاه فوتبال ونتزیا، و باشگاه فوتبال اسپتزیا اشاره کرد.
مورئو کار خود را در آکادمی جوانان نانت آغاز کرد. در سال 2001، به اینتر میلان پیوست. او در اینتر به عنوان دروازه‌بان ذخیره بازی کرد و در سال 2002 قهرمانی کامپیناتو ناتزیوناله پریماورا را کسب کرد.
پس از آن، مورئو به تیم‌های مختلفی در سری C و سری B ایتالیا قرض داده شد، از جمله اسپزیا، ترنانا و لوکز. در سال 2008، او به تیم وارز پیوست و به عنوان دروازه‌بان اصلی تیم بازی کرد.
وی همچنین در تیم ملی فوتبال زیر ۱۹ سال فرانسه بازی کرده است.
مورئو در سال 2013 در سن 30 سالگی بازنشسته شد و به کانادا مهاجرت کرد.